# Liste der Monuments historiques in Lartigue (Gironde)
Die Liste der Monuments historiques in Lartigue (Gironde) führt die Monuments historiques in der französischen Gemeinde Lartigue auf.

## Liste der Bauwerke
| Bezeichnung         | Beschreibung | Standort | Kennzeichnung | Schutzstatus | Datum | Bild |
| ------------------- | ------------ | -------- | ------------- | ------------ | ----- | ---- |
| Ehemaliger Pachthof |              | (Lage)   | PA33000070    | Inscrit      | 2003  |      |